# Ik (Ali)

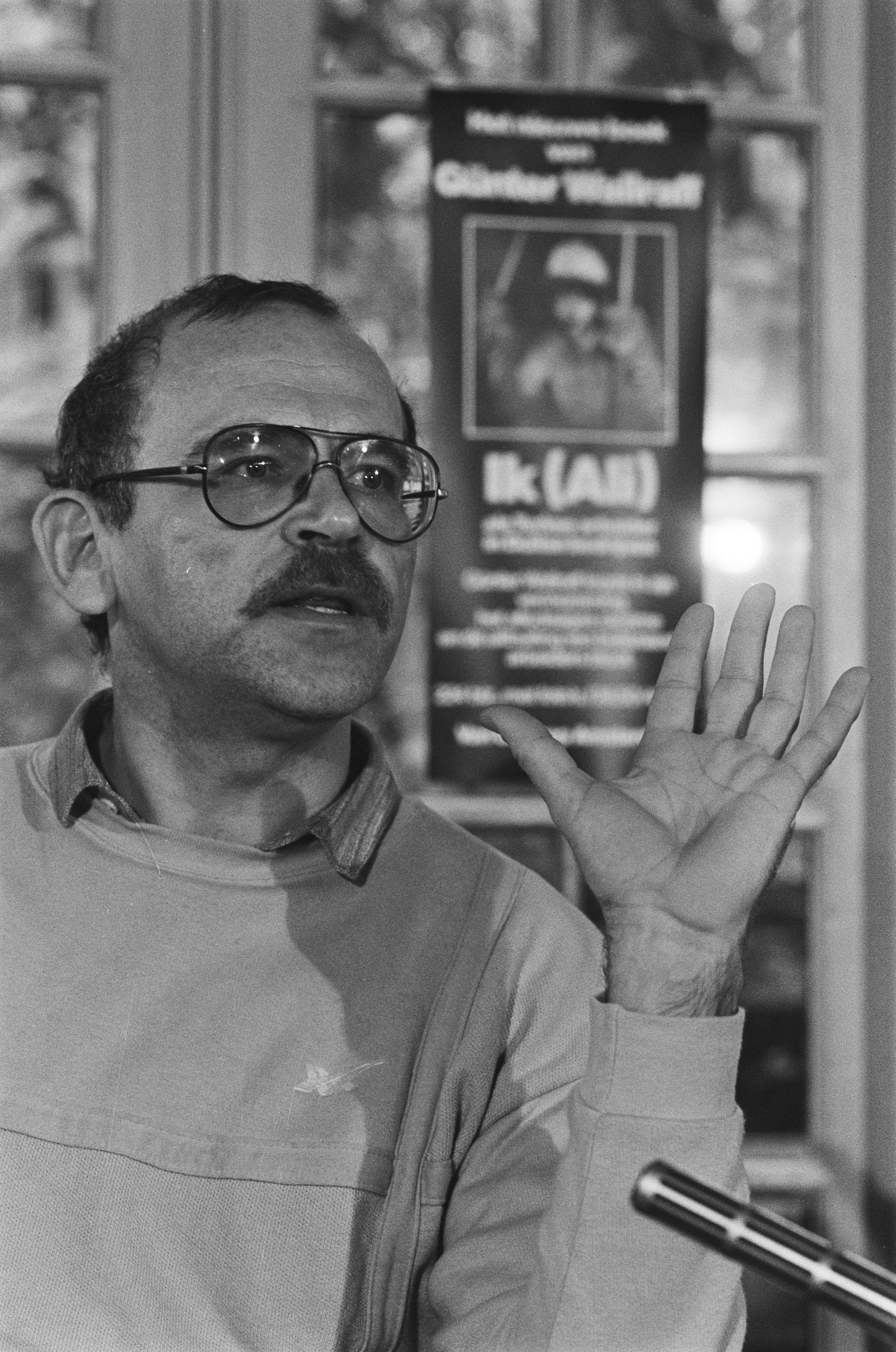
Günter Walraff op een persconferentie n.a.v. het verschijnen van Ik (Ali) in het Nederlands in november 1985.

Ik (Ali) (oorspronkelijke Duitse titel Ganz unten) is een boek uit 1985 van de Duitse journalist en auteur Günter Wallraff waarin hij beschrijft hoe hij twee jaar lang undercover werkte als Turkse gastarbeider bij verschillende bedrijven in West-Duitsland. In het boek doet Wallraff verslag van zijn ervaringen en waarnemingen, en stelt hij de uitbuiting van buitenlandse werknemers en de vreemdelingenhaat die zij ondervonden aan de kaak. Het boek was een verkoopsucces en leverde in West-Duitsland en daarbuiten veel discussie en controverse op. Verscheidene processen werden aangespannen tegen de auteur.

## Inhoud

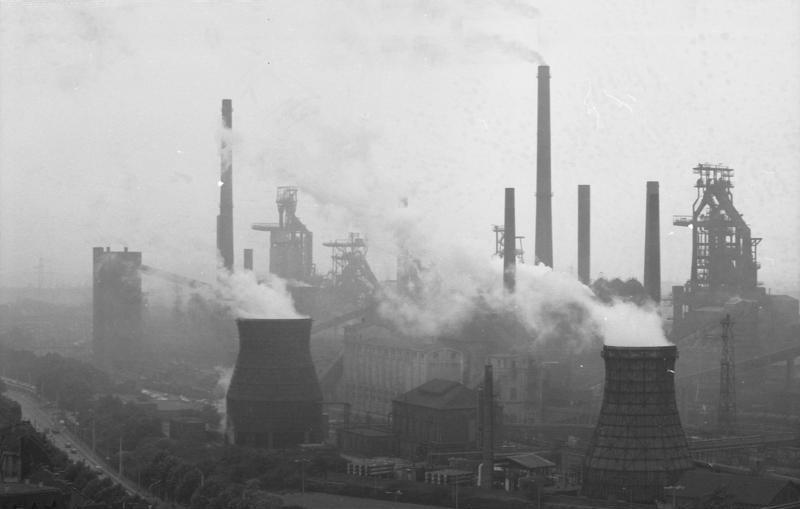
De hoogovens van Thyssen in Duisburg, jaren 1980

Vanaf maart 1983 nam Wallraff de valse identiteit van Levent (Ali) Sinirlioğlu aan, en werkte hij, veelal via schimmige uitzendbureaus, bij onder andere de hoogovens van Thyssen in Duisburg, bij McDonald's en bij farmaceutische onderzoeksbedrijven.
In het boek beschrijft hij hoe zijn buitenlandse collega's en hijzelf zwaar en gevaarlijk werk doen tegen een veel lager loon dan hun West-Duitse collega's, en vaak zonder de vereiste veiligheidsmaatregelen en persoonlijke beschermingsmiddelen. Wallraff schetst een "onderwereld" van schimmige bedrijven, die op afroep personeel leveren voor smerige en gevaarlijke klussen, waarbij men het met de wettelijke voorschriften niet zo nauw neemt. Veiligheidsmateriaal (handschoenen, helmen, stofmaskers) ontbreekt, de werknemers worden in veel gevallen niet ingeschreven bij het ziekenfonds en er worden vaak geen sociale premies afgedragen. Werknemers moeten regelmatig dubbele diensten draaien en bij protest wordt al snel met ontslag gedreigd. 
Naast dit werk beschrijft Wallraff enkele andere ervaringen als Ali. Onder andere probeerde Ali als katholiek gedoopt te worden, waarbij vrijwel alle pastoors die hij bezocht, allerlei redenen aanvoeren waarom dit niet kan of heel lang gaat duren, bezocht hij een partijbijeenkomst van de Beierse christendemocratische CSU, waarop hij vooral genegeerd wordt, maar uiteindelijk tot Franz Josef Strauß weet door te dringen door zich uit te geven voor een afgezant van de voorman van de Grijze Wolven, Alparslan Türkeş), en onderging hij farmaceutisch onderzoek.

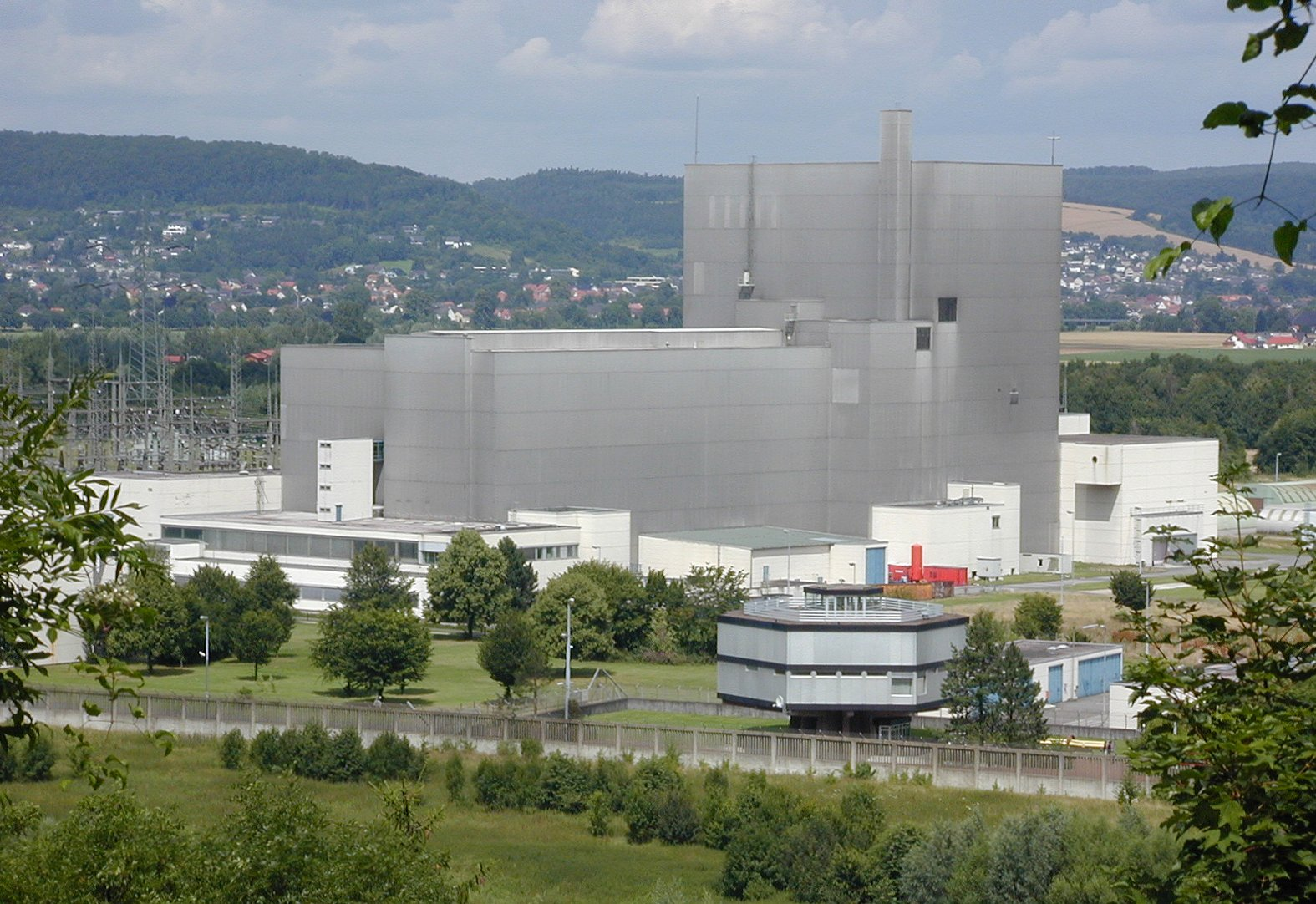
De inmiddels gesloten kerncentrale bij Würgassen

Wallraff beschrijft ook hoe bij kerncentrales buitenlandse werknemers worden ingezet om de stralingsbelasting van het vaste personeel te beperken. Ze doen veelal korte klussen waarbij ze binnen enkele weken, maar soms zelfs uren, de maximale jaarlijkse stralingsdosis oplopen. Zij mogen daarna niet verder werken, maar Wallraff vertelt dat er met registraties en dosimeters gesjoemeld wordt, ook door werknemers zelf, die volgens hem vaak onvoldoende op de hoogte zijn van de risico's. Omdat een antecedentenonderzoek nogal lang duurt, en hem door een bevriend arts werd afgeraden zelf in een kerncentrale te gaan werken (zijn gezondheid had al aanzienlijk te lijden gehad onder zijn eerdere werkzaamheden) besloot Wallraff niet zelf in een kerncentrale te gaan werken. In plaats daarvan ensceneerde hij een "klus" voor de koppelbaas voor wie hij op dat moment als chauffeur werkte. Twee bekenden van hem gaven zich uit voor hoge functionarissen van een naburige kerncentrale (Würgassen) die op zoek zouden zijn naar buitenlandse werknemers voor werkzaamheden die een zo hoge stralingsdosis zouden opleveren dat vrijwel zeker is dat enkele van de arbeiders ernstig ziek zullen worden (en de bedoeling is dan ook om de arbeiders binnen enkele weken het land uit te hebben). Wallraff wilde vooral weten of zijn werkgever ook dit soort klussen zou aannemen en inderdaad ging deze erop in.

## Ontvangst en nasleep
Wat verkoopcijfers betreft was het boek beslist een succes. Het werd in dertig talen vertaald en wereldwijd werden miljoenen exemplaren verkocht. Inhoudelijk oogstte het boek zowel grote bijval als scherpe kritiek. Velen waren geschokt door de wantoestanden die Wallraff beschreef, anderen noemden hem een nestbevuiler of trokken de waarheid van zijn relaas in twijfel.
Daarnaast had men kritiek op zijn methoden, waarbij de grens tussen de beschrijver en het beschrevene vervaagt en Wallraff zich van list en bedrog bedient. De uitgaven van het boek vanaf 1988 zijn voorzien van een aanhangsel gewijd aan de ontvangst van het boek in Duitsland en daarbuiten, en de gebeurtenissen naar aanleiding van het verschijnen van het boek.

### Film
Vrij snel na het boek werd ook een film uitgebracht, gebaseerd op video-opnamen die Wallraff en enkele vrienden hadden gemaakt, alsmede interviews die na zijn onderzoek werden afgenomen. De film werd aanvankelijk in bioscopen vertoond, maar later door de distributeur uit de distributie gehaald, en een aanvankelijk geplande nationale televisie-uitzending van de film werd ook afgeblazen. De Beierse justitie legde boetes op aan filmmakers en distributiekantoor naar aanleiding van een klacht van de in boek en film beschreven en geciteerde "Adler" (zie onder).

### Juridische nasleep
Naar aanleiding van de in het boek beschreven toestanden werd in Noordrijn-Westfalen maar ook elders in Duitsland de werkwijze van de uitzendbureautjes die Wallraff beschrijft, door politie en justitie onder de loep genomen. Bij een groot deel van de onderzochte uitzendbedrijven werden overtredingen geconstateerd.
Verscheidene personen en bedrijven die in het boek worden beschreven, spanden processen aan tegen Wallraff. Daaronder Thyssen, McDonald's en de directeur van het "uitzendbureau" waar Wallraff als Ali voor werkte, in het boek Adler geheten. In deze processen wordt Wallraff (grotendeels) in het gelijk gesteld, "Adler" trekt een strafklacht wegens "schending van de vertrouwelijkheid van het woord" vlak voor het proces in.
In strafprocessen tegen "Adler" en een andere "koppelbaas" worden deze tot voorwaardelijke gevangenisstraffen veroordeeld.